# USS Langley (CV-1)
Pour les autres navires du même nom, voir USS Langley.
L’USS Langley (CV-1) était le premier porte-avions de la marine de guerre des États-Unis. Il s'agissait à l'origine d'un charbonnier appelé USS Jupiter (immatriculé AV-3), mis sur cale le 18 octobre 1911, lancé le 14 août 1912, mis en service le 7 avril 1913, retiré du service le 24 mars 1920 et converti en porte-avions à Norfolk Navy Yard, en Virginie. Le navire fut renommé le 11 avril 1920 en référence à Samuel Pierpont Langley, un pionnier américain de l'aviation, et armé le 20 mars 1922.

## Historique
En tant que premier porte-avions américain (surtout à but expérimental), le Langley a été le théâtre de nombreux événements.
Le 17 octobre 1922, le lieutenant Virgil C. Griffin a fait décoller de son pont le premier avion, un Vought VE-7.
Bien que ce ne fût pas la première fois qu'un avion ait décollé d'un navire, et même si le Langley n'était pas le premier navire à posséder un pont d'envol, ce lancement a été d'une monumentale importance pour la marine américaine moderne. L'ère des porte-avions était née.
Neuf jours plus tard, le lieutenant commandant de Godefroy de Courcelles Chevalier fait le premier appontage avec un Aeromarine 39B.
Le 18 novembre le commandant Whiting, aux commandes d'un PT, a été le premier à être catapulté d'un pont de porte-avions, celui justement de l'USS Langley.
Le navire participa aux exercices Fleet problem V en 1925 et VII en 1927.
Étant trop lent, il sert de plateforme d'expérimentation et d’entraînement.
Il est incorporé dans les années 1930 dans la Scouting Force. Son pont est réduit en longueur et il est reconverti en 1937 en transport d'hydravions. Il change d'immatriculation et devient le AV-3.

### Seconde Guerre mondiale
Gravement endommagé après des attaques de 9 Mitsubishi G4M du Service aérien de la Marine impériale japonaise le 27 février 1942, il est sabordé par ses destroyers d'escorte (USS Edsall et Whipple) à 120 km au sud de la ville de Cilacap, dans l'île de Java.

## Appareils embarqués

### Par type et date de premier embarquement
| 1922 : Vought VE-7F, Aeromarine 39-B et Curtiss TS-1. |
| 1924 : Douglas DT-2.                                  |
| 1925 : Boeing FB-2.                                   |
| 1926 : Curtiss F6C-2 et Boeing FB-5.                  |
| 1927 : Douglas T2D-1.                                 |
| 1928 : Boeing F3B-1.                                  |
| 1929 : Martin T4M-1 et Curtiss F6C-4.                 |
| 1930 : Boeing F4B-2.                                  |
| 1931 : Pitcairn XOP-1.                                |
| 1932 : Boeing F4B-4.                                  |
| 1934 : Martin BM-2.                                   |

## Décorations

### En tant que USSJupiter
|  | Mexican Service Medal                                  |
|  | Médaille interalliée 1914-1918 (avec agrafe Transport) |

### En tant que USSLangley
|  | American Defense Service Medal (avec agrafe Fleet) |
|  | Asiatic-Pacific Campaign Medal                     |
|  | World War II Victory Medal                         |